# Wacky Wacky West
Wacky Wacky West (нім. Drunter & Drüber) — настільна гра для 2–4 гравців, створена автором Клаусом Тойбером. Гра отримала звання Spiel des Jahres 1991 , ставши третьою грою Тойбера з цією нагородою після Barbarossa (1988) та Hoity Toity (1990). Видавництво Hans im Glück стало першим малим видавництвом, яке отримало цю премію. Крім того, Wacky Wacky West — перша гра, ілюстрована Францом Фовінкелем.
У 2010 році гра була перевидана англійською мовою під назвою Wacky Wacky West видавництвом Mayfair Games із зміненим сетингом.

## Ігровий процес
Гравці виступають у ролі шильдбюргерів, які спільно будують місто з двома міськими стінами, дорогою та річкою. Кожен гравець має власну таємну мету, яку намагається приховати від інших до кінця гри. Перемагає той, хто найкраще реалізує свої інтереси, обійшовши суперників.
На ігровому полі зображено будівлі п’яти рівнів цінності в шести кольорах, а також численні клозети. На початку гри кожному гравцеві таємно призначається один колір. Гравці повинні добудувати забуті жителями міста стіни, дорогу та річку, які починаються з різних кутів поля. Кожному гравцеві видається однакова кількість тайлів для викладання, розподілених випадково .

### Правила будівництва
Гравець може додавати тайл до кінця будь-якого шляху, якщо має відповідний тайл. Будівлі можна перекривати, але стіни, дорогу чи річку можна перетнути лише за допомогою тайлів із мостами. Клозети перекриваються лише після голосування. Для цього кожен гравець на початку гри отримує набір карт із різними значеннями «Так», «Ні», однією картою «Можливо» та однією картою утримання. Якщо гравець хоче перекрити клозет, усі кладуть принаймні одну карту закрито, після чого карти відкриваються, і рішення приймається більшістю. Гравець із картою «Можливо» може обрати сторону після розкриття карт. Усі використані карти, крім карт утримання, вилучаються з гри. У процесі гри поле поступово заповнюється шляхами, що відповідає стилю шильдбюргерів.

### Завершення гри
Гра закінчується, коли ніхто не може викласти тайли. Гравці підраховують цінність своїх видимих будівель відповідного кольору, і перемагає той, хто набрав найбільше очок.
Wacky Wacky West — це швидка гра на блеф із численними тактичними елементами.